# Limnonectes selatan
Limnonectes selatan es una especie de anfibio anuro de la familia Dicroglossidae.

## Distribución geográfica
Esta especie es endémica de Malasia peninsular. Se encuentra entre los 200 y 1069 m sobre el nivel del mar en los estados de Pahang y Selangor.

## Publicación original
- Matsui, Belabut & Ahmad, 2014: Two new species of fanged frogs from Peninsular Malaysia (Anura: Dicroglossidae) Zootaxa, n.º 3881, p. 75–93.[3]